# Flughafen Horta

i7
i11
i13
Der Flughafen Horta (Portugiesisch „Aeroporto da Horta“, IATA-Code: HOR, ICAO-Code: LPHR) ist ein portugiesischer Flughafen auf der Azoreninsel Ilha do Faial, zirka 10 Kilometer vom Ortszentrum in Horta entfernt. Linienflüge werden ab Horta von SATA Air Açores und TAP Air Portugal durchgeführt. Der Flughafen wurde am 24. August von 1971 durch den Admiral Américo Tomás eingeweiht.
Im Jahr 2011 wurde ein neuer Kontrollturm mit einer Radaranlage eingeweiht. Die Radarstation kontrolliert nicht nur den Verkehr am Flughafen selbst, sondern ist auch für den gesamten Flugverkehr der Azoren-Inselgruppe zuständig. Betreiber ist die Flugsicherungsbehörde NAV Portugal.

## Zwischenfälle
- Am 11. Dezember 1999 wurde eine BAe ATP der portugiesischen SATA Air Açores (Luftfahrzeugkennzeichen CS-TGM) auf der Azoren-Insel São Jorge in einen Berg geflogen. Die Maschine befand sich auf dem Weg von Ponta Delgada nach Horta. Die Piloten hatten die Freigabe für einen Sichtanflug angefordert und erhalten, als sie in heftige Regenfälle und Turbulenzen gerieten. Dabei verloren sie die Bodensicht. Da sie weder ihr Wetterradar noch die Höhenmesser angemessen benutzten und sich nicht an die vorgeschriebene Mindesthöhe hielten, kollidierte das Flugzeug nahe dem Pico da Esperança mit dem Vulkan Morro Pelado. Die Flughöhe betrug weniger als 1000 Meter, obwohl sich die Maschine noch 56 Kilometer vom Zielflughafen entfernt befand. Heute erinnert ein Gedenkstein an die Opfer. Bei diesem CFIT (Controlled flight into terrain) wurden alle 35 Menschen an Bord getötet.[1]